# 마탄사스

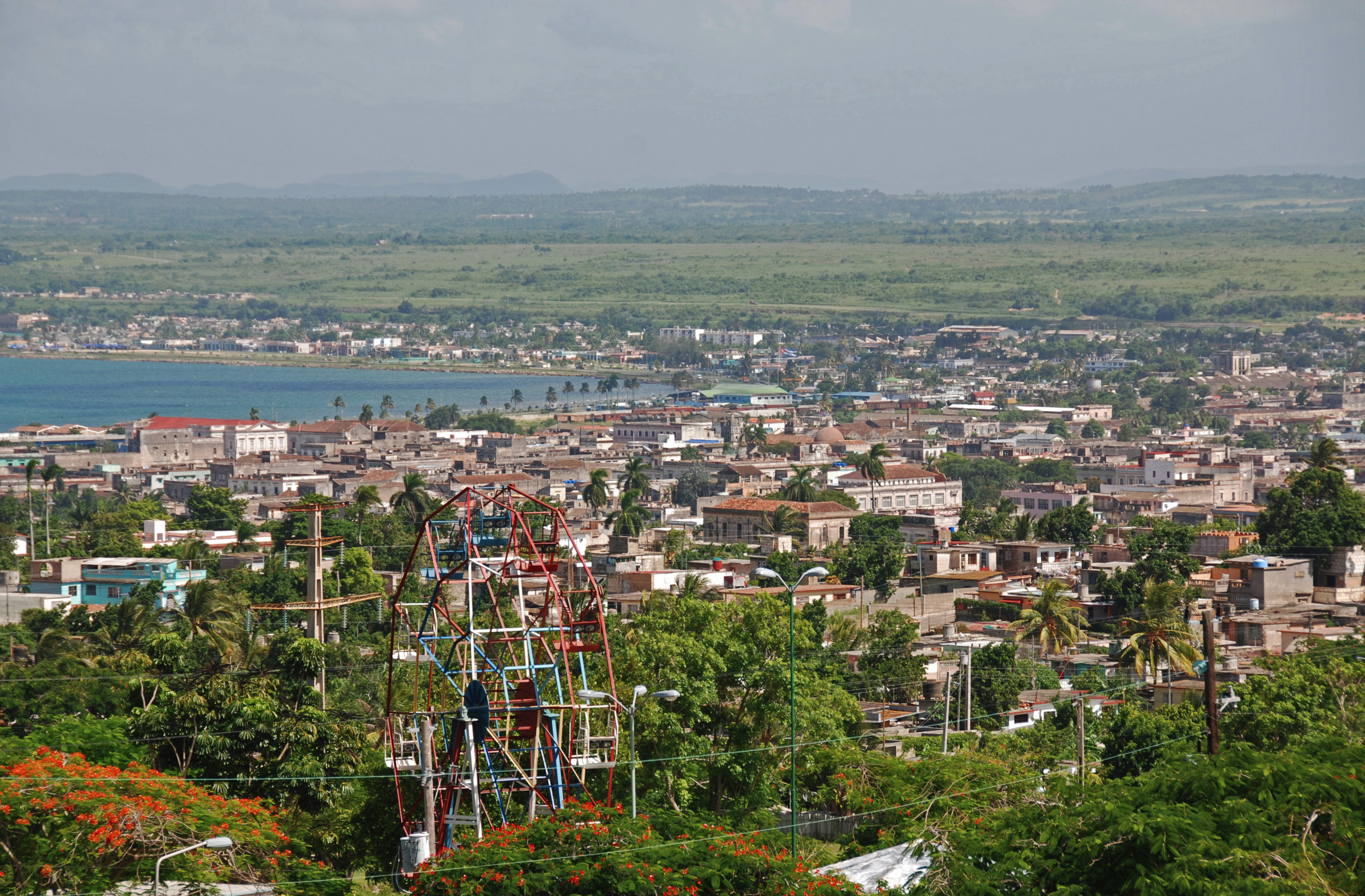
마탄사스

마탄사스(스페인어: Matanzas)는 쿠바 북부 연안에 위치한 도시로 마탄사스주의 주도이며 면적은 317 km2, 높이는 20m, 인구는 145,246명(2012년 기준), 인구 밀도는 460명/km2이다.
19세기에 설탕 생산의 중심지로 성장했으며 문화와 문학이 발전했기 때문에 "쿠바의 아테네"라는 별칭을 갖고 있다. 또한 도시를 흐르는 3개의 강에 17개의 교량이 설치되어 있기 때문에 "쿠바의 베네치아"라는 별칭으로 부르기도 한다.